# جوزيب بولات
جوزيب بولات هو لاعب كرة قدم كرواتي في مركز ظهير ‏، ولد في 18 مارس 1972 في شيبينيك في كرواتيا. شارك مع منتخب كرواتيا لكرة القدم. أما مع النوادي، فقد لعب مع بورصة سبور وكينغداو جونون ونادي رييكا ونادي زغرب وهايدوك سبليت.

## وصلات خارجية
- جوزيب بولات على موقع اتحاد كرواتيا (الكرواتية)
- جوزيب بولات على موقع اتحاد تركيا (لاعب) (الإنجليزية)
- جوزيب بولات على موقع قاعدة بيانات كرة القدم.إي يو (الإنجليزية)
- جوزيب بولات على موقع ناشيونال فوتبول تيمز (الإنجليزية)
- جوزيب بولات على موقع Soccerway.com (الإنجليزية)
- جوزيب بولات على موقع عالم كرة القدم.نت (الإنجليزية)